# Stampack
Stampack ist ein kommerzielles CAE-Simulationsprogramm mit integriertem Pre- und Postprozess, das mit Hilfe der Finite-Elemente-Methode Metall-Umformprozesse validiert, ohne dass der Anwender Kenntnisse über finite Elemente benötigt. Der Einsatzbereich von Stampack ist die Automobil-, Flugzeug-, Verpackungs- und Haushaltsgeräteindustrie. Besondere Verbreitung findet die Software in Deutschland in mittelständischen Werkzeugbaubetrieben und in der japanischen Automobilindustrie.

## Anwendungsgebiete
Mit Stampack können die Umformprozesse Tiefziehen, Abstreckziehen, Prägen, Streckziehen, Umformen von Dickblech und Hydroforming von Mehrkammerprofilen simuliert werden.  Stampack beherrscht neben der im Bereich der Umformtechnik üblichen Simulation mit Schalen-Elementen auch die Simulation mit Volumen-Elementen. Dies ist insbesondere bei starken Spannungen und Dehnungen in Dickenrichtung von Vorteil.

## Produkte
Stampack wird in zwei verschiedenen kommerziellen Produkten vermarktet.
- Stampack Xpress: Eine einfach zu bedienende geradlinige Umformsimulation mit der alle Umformprozesse die auf einer Presse laufen simuliert werden kann[4]. Der Fokus der Software liegt auf der einfachen Bedienbarkeit der Software.[5]
- Stampack Advanced: Umfasst alle Anwendungsgebiete des Stampack-Solvers und die Möglichkeit die Finite-Elemente-Netze zu bearbeiten. Der Fokus der Software liegt auf umfassende Flexibilität im Bereich der Metalumformung.[6]

## Funktionalität
Die Oberfläche von Stampack basiert auf dem universellen Pre- und Postprozessor GiD und verwendet einen parallelisierten dynamischen Solver mit expliziter Zeitintegration, der sowohl Schalen- als auch Volumenelemente beherrscht. Besonders hervorzuheben ist dabei, dass Stampack für die Volumensimulation ein duktiles Versagenskriterium verwendet, dass Spannungen und Dehnungen in alle drei Raumrichtungen für die Schadensanalyse einbezieht.  Dies unterscheidet Stampack von der klassischen Versagensananalyse mit der Formänderungskurve des Bleches. Für die Rückfederungskompensation beinhaltet Stampack zusätzlich einen impliziten Löser. Die Materialhersteller Voestalpine und Bilstein stellen dem Benutzer ihre Materialdaten in Stampack zur Verfügung.

## Distributoren
Stampack verfügt über ein weltweites Netz lokaler Distributoren. In Deutschland, Österreich und in der Schweiz wird das Programm von der Men At Work GmbH mit Sitz in Bietigheim (Baden) und der Mecadat AG mit Sitz in Langenbach vertrieben.